# Карлс-плац
Карлс-плац (нім. Karlsplatz) — міська площа на межі першого та четвертого районів Відня — Внутрішнього міста та Віден, (Австрія). Її назва походить від розміщеного на південно-східній частині площі однойменного собору, що був побудований між 1716 і 1737 роками за обітницею імператора Карла VI на честь його покровителя, католицького святого Карла Борромео. Щороку тут відбуваються відомі віденські різдвяні ярмарки.
Площа перетинається вулицями з інтенсивним рухом і розділена на різні зони, відокремлені одна від одної. Вона є одним з найвідвідуваніших і найкращих транспортних вузлів міста. Зокрема, тут на станції Віденського метро «Карлс-плац» перетинаються перша U1, друга U2 і четверта лінії U4.

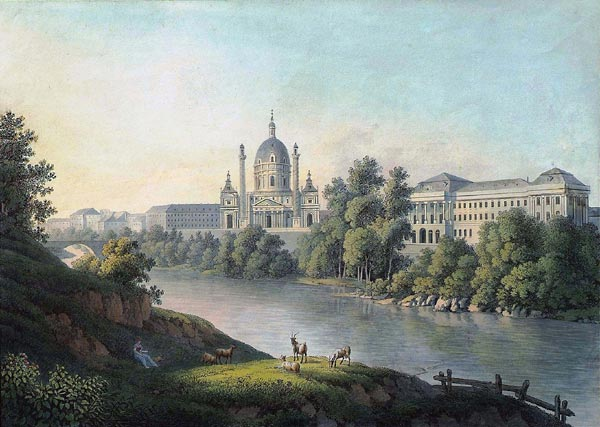
Краєвид церкви Карла з лівого берега річки Віденьки. 1822

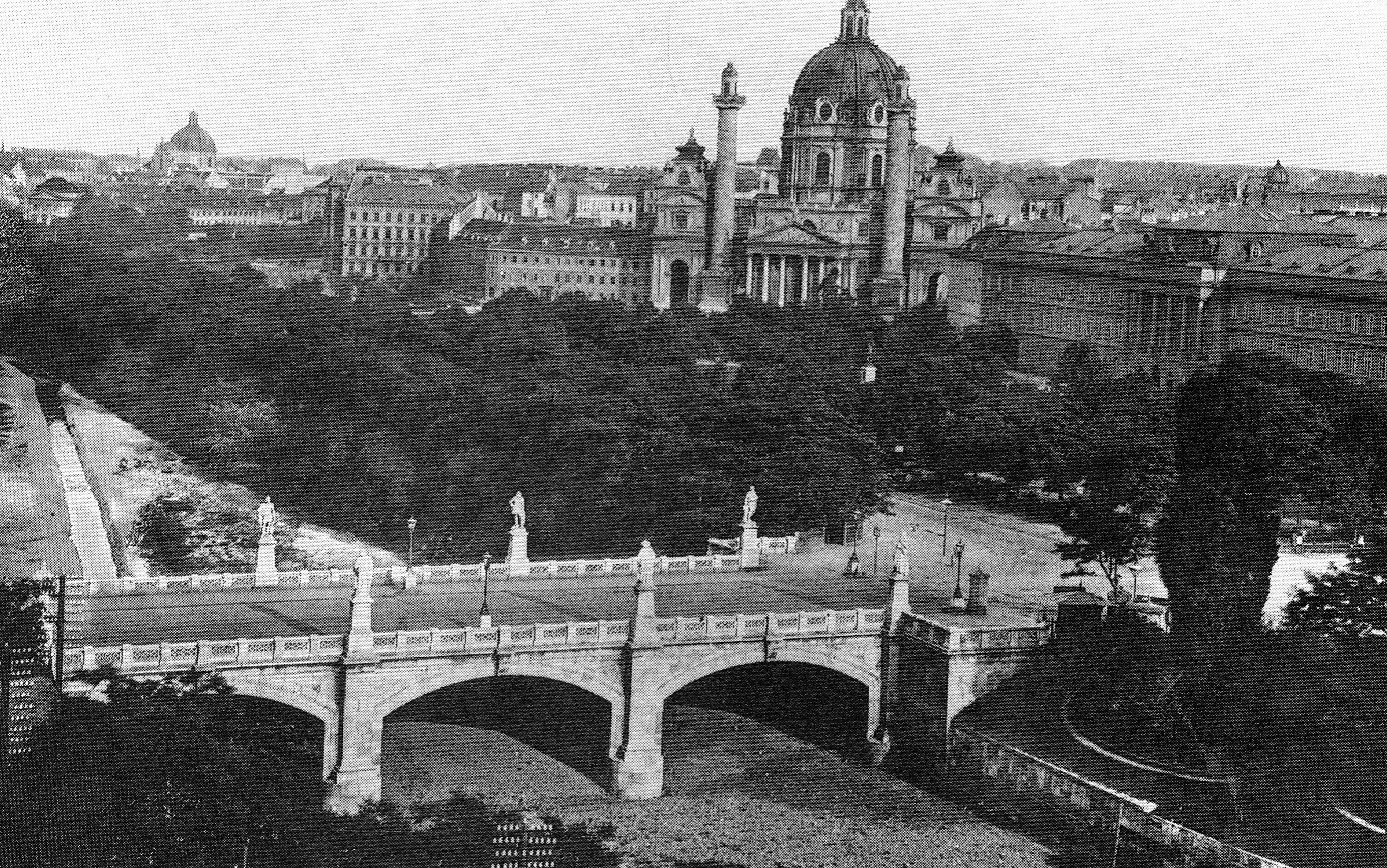
Міст Єлизавети (Сісі). 1895

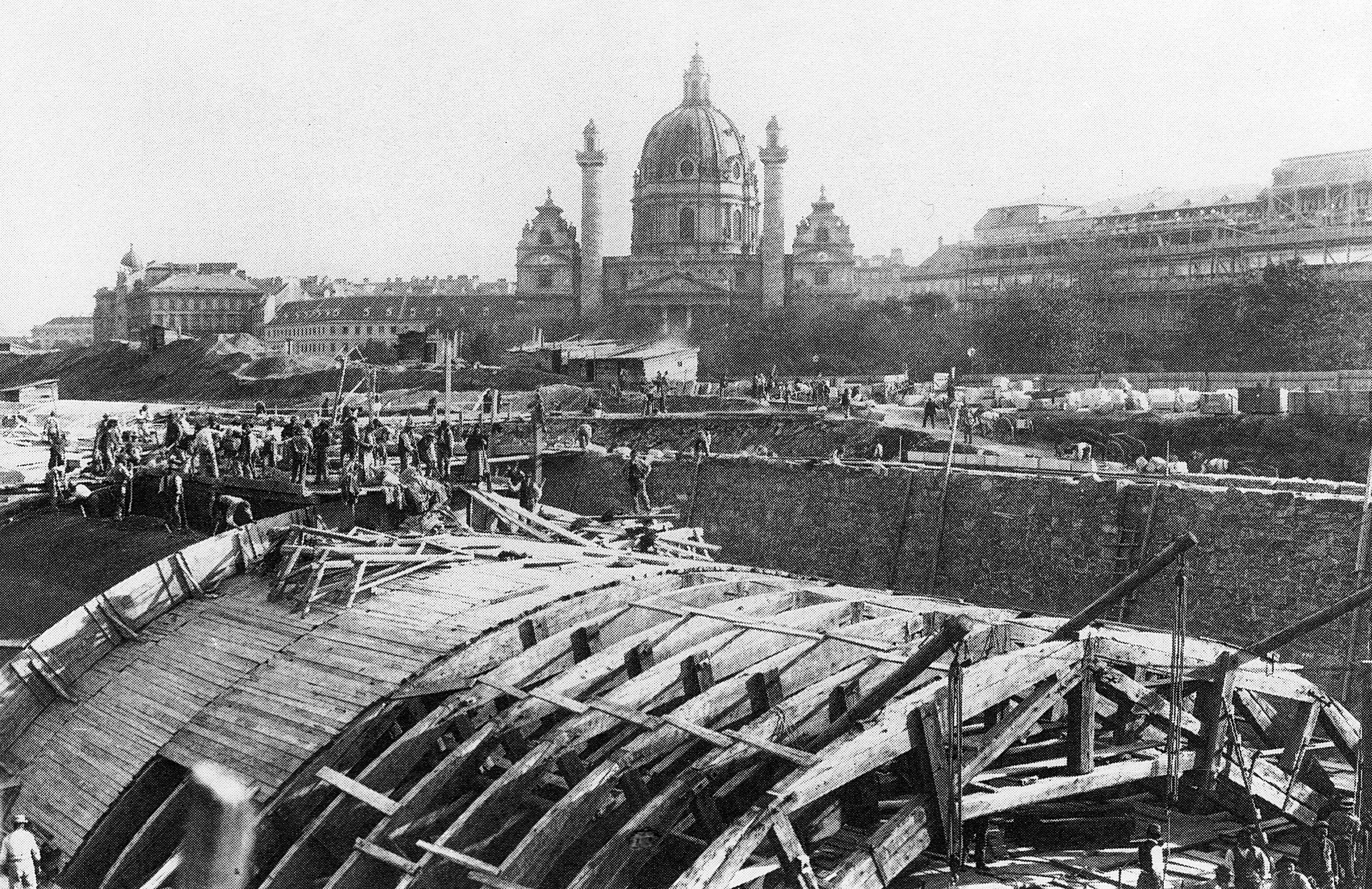
Накривання річки землею. 1894—1900

## Історія
Велика частина площі утворилася внаслідок проведеного наприкінці 1890-х років регулювання та зміни русла річки Відень, яка тепер протікає під північною і західною частинами площі. Давніше у 1854 році над річкою був побудований декоративний міст Єлизавети (Сісі), названий так на честь дружини імператора Франца Йосифа I. Міст Єлизавети був оздоблений у 1867 році вісьмома мармуровими статуями діячів австрійської історії, які зараз встановлені на доріжці, що веде від Кільцевої вулиці до віденської ратуші й розділяє ратушний парк на дві половини. 20 квітня 1897 року міст закрили, а потім знесли, а річку накрили й тепер вона тече під землею — під північною та західною частинами площі. Знесення мосту через річку Відень призвело до появи довгої площі та нових знакових будівель.

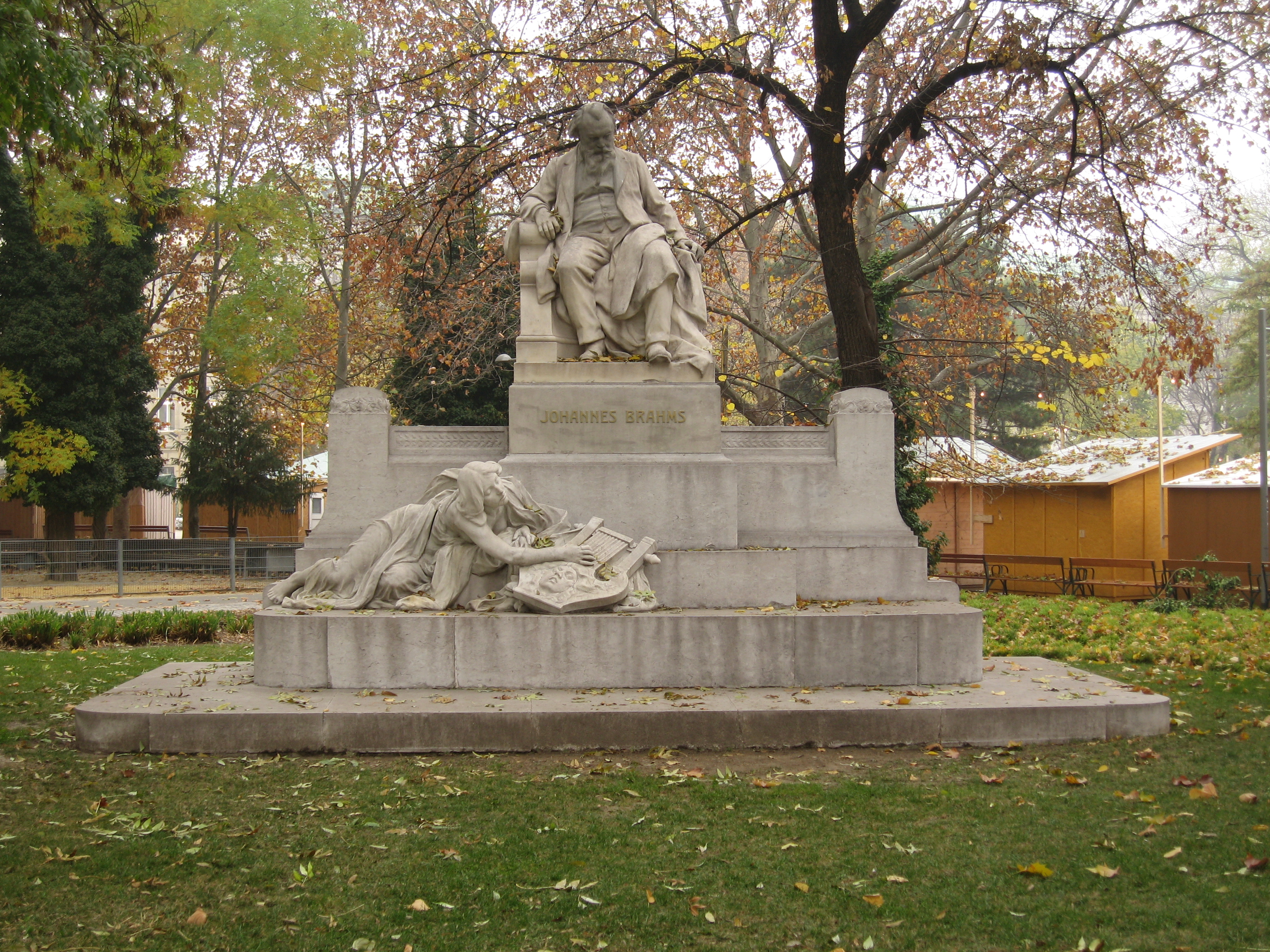
Пам'ятник композиторові Йоганнесу Брамсу

У міжвоєнний період на площі Карла були збудовані тимчасові будівлі, а після 1945 року зміни стосувалися транспортного перепланування. Архітектурні конкурси 1946, 1966, 1969 років стосувалися підземних споруд, а конкурс 1971 року мав на меті створення парку. Багато критики було до овального ставка перед церквою Карла — проєкту шведського садового архітектора Свен-Інгвара Андерсона (1927—2007). Австрійський архітектор Клеменс Гольцмайстер (1886—1983) був «шокований» появою води перед церквою Карла, засоби масової інформації називали це «простором хаосу».

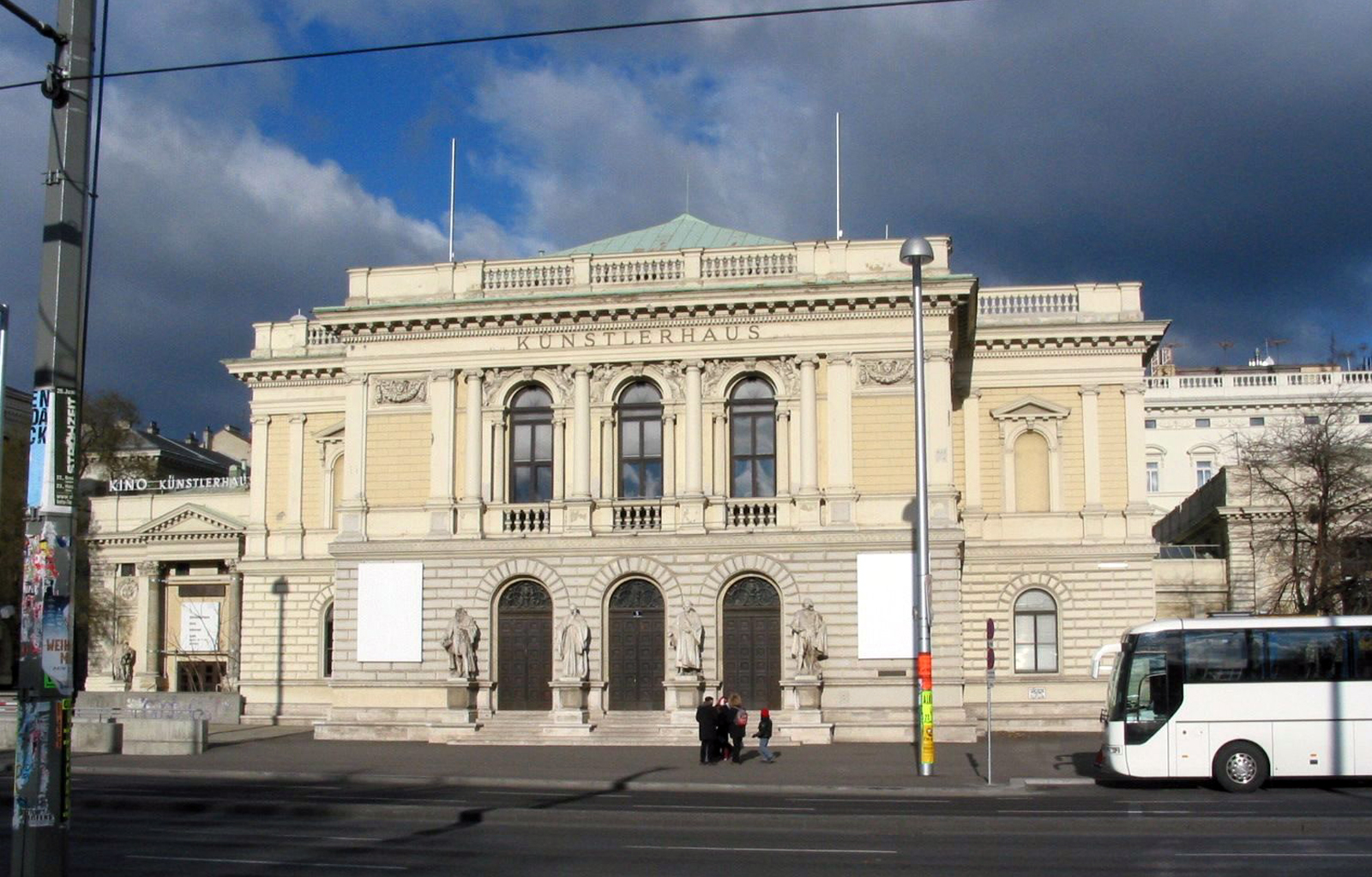
Будинок художників у Відні

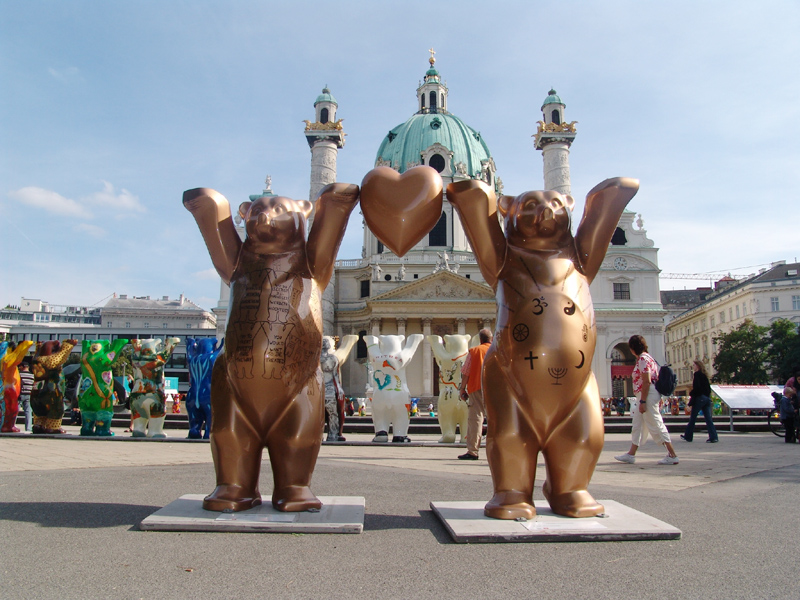
Об'єднані ведмедики Бадді. 2008

Крім церкви Карл VI на площу виходять будівлі Міського музею Відня, Технічного університету, старої будівлі виставкового залу (Kunsthalle Wien), Будинку художника з виставковим центром і кінотеатром, концертного залу Віденської філармонії.
Крім того, на площі знаходяться два павільйони колишньої міської залізниці Відня, побудовані Отто Вагнером у кінці XIX століття, а також пам'ятники композиторові Йоганнесу Брамсу, одному з винахідників швейної машини Йозефу Мадершпергерові, одному з винахідників лопатевого гвинта Йозефові Реселю. На честь Реселя названий і парк, що знаходиться на площі. З найвищої точки церкви Карла, майже з висоти 60 м, відкривається чудовий панорамний краєвид Відня.

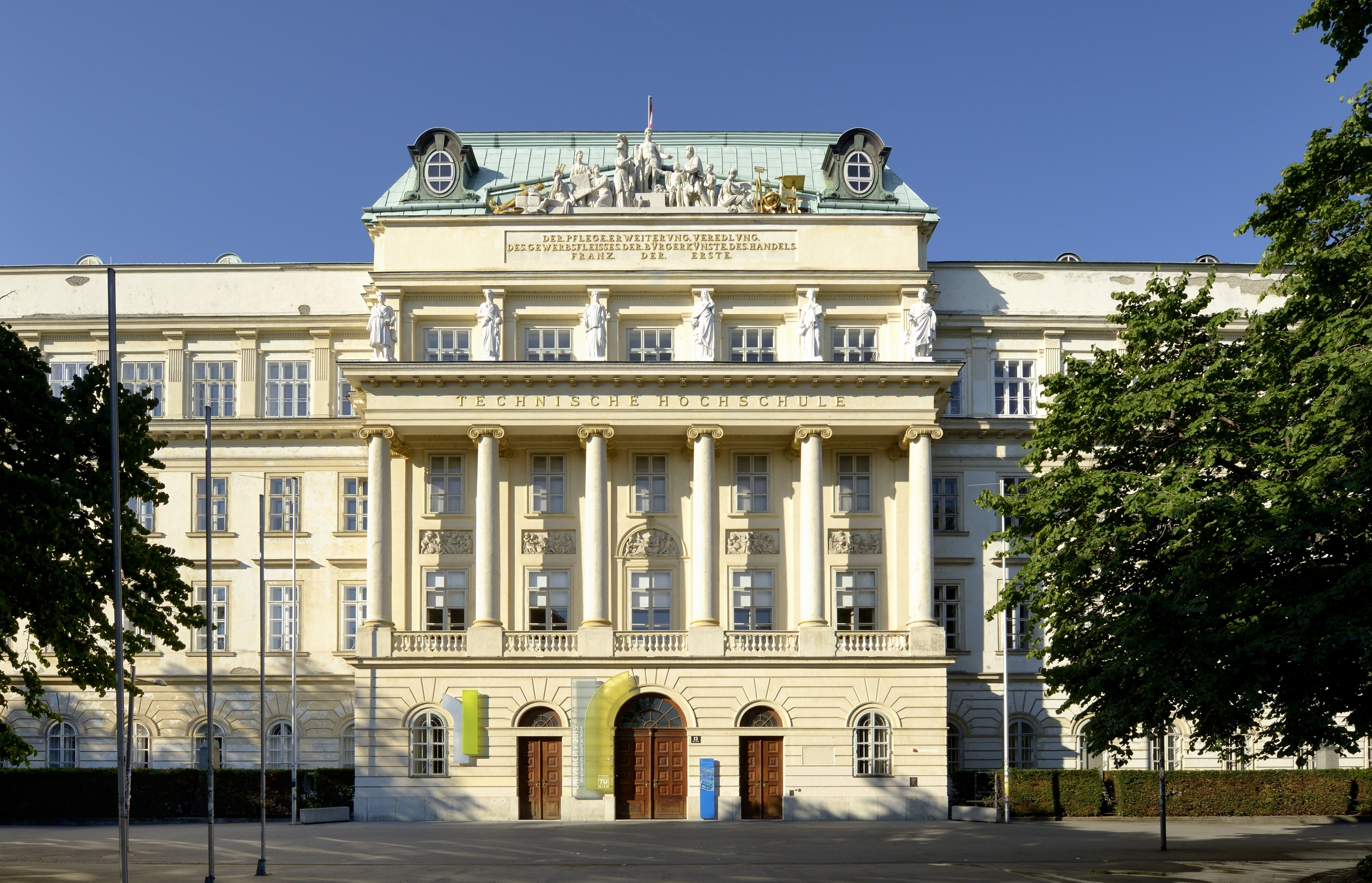
Віденський технічний університет

Будівлю Віденського технічного університету, що виходить на площу, побудовано на місці колишнього лікарняного кладовища, на якому в 1741 році був похований Антоніо Вівальді.
Після початку будівництво метро у 1969 році на площі був створений один з найвідвідуваніших та найкращих транспортних вузлів міста. Тут перетинаються перша, друга і четверта лінії метро. З іншого боку, тут виросла важлива міська рекреаційна зона.

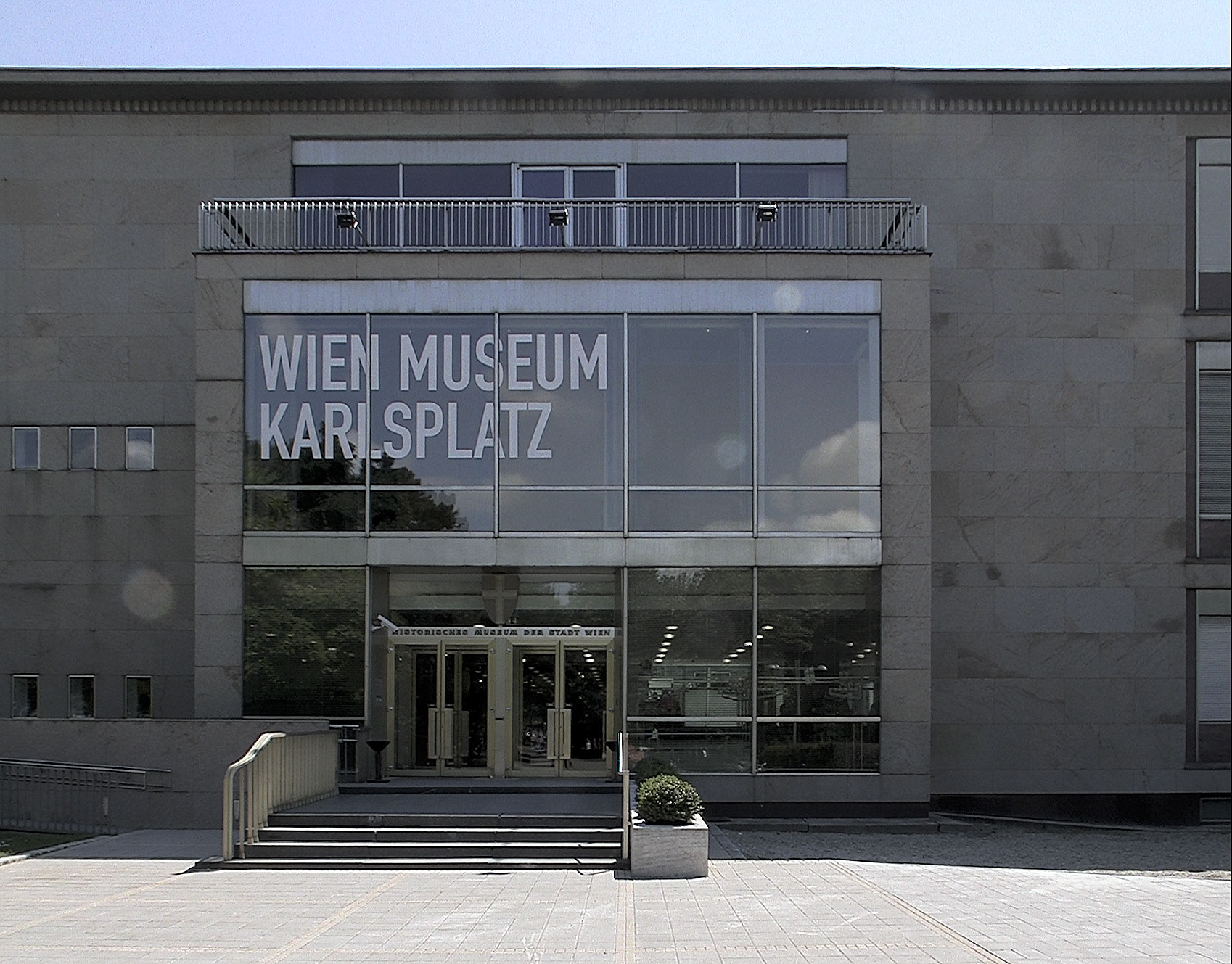
Міський музей Відня

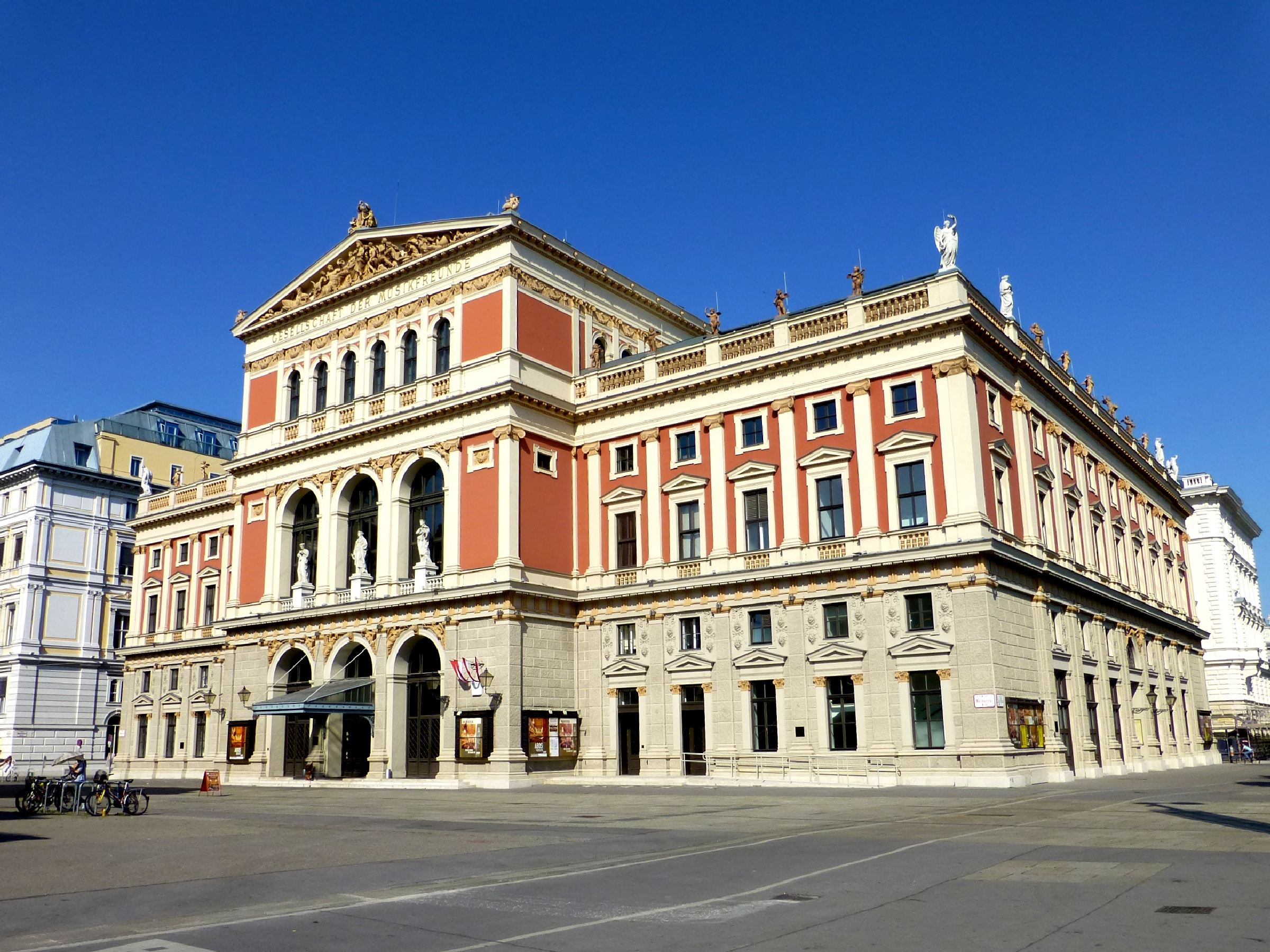
Віденська філармонія

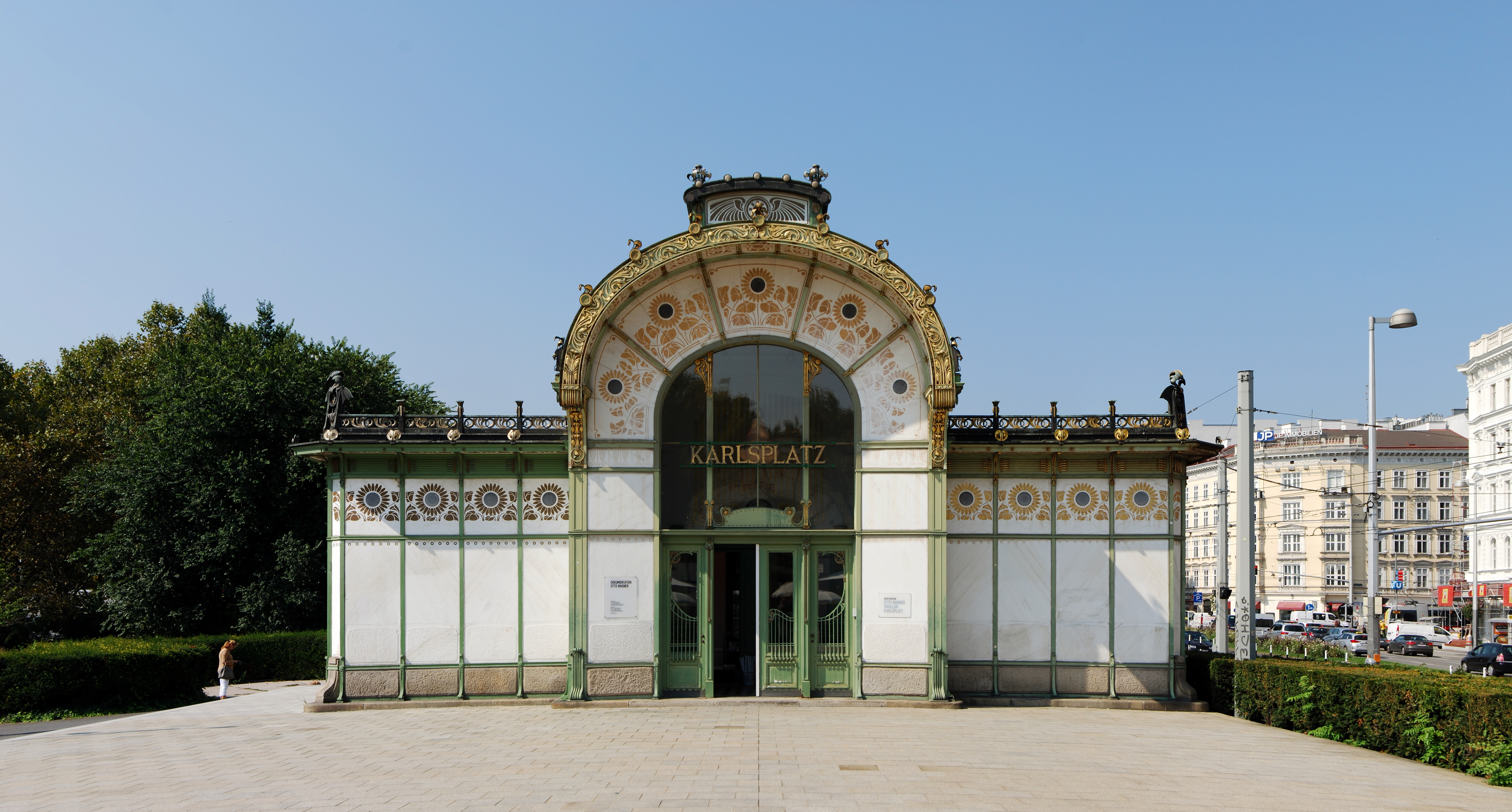
Павільйон колишньої міської залізниці Відня

## Мистецтво й культура на площі Карла
2004 року представниками муніципалітету Відня був представлений проєкт «Мистецтво площі Карла» (Kunstplatz Karlsplatz), що передбачав новий дизайн парку з огляду на концепцію саду, покращення дорожнього руху для пішоходів та велосипедистів і організацію мистецьких заходів. Після реконструкції парку в 2006 році було доручено продовжити проєкт групі karlsplatz.org у складі Габріели Гегедюс і Крістофа Модерндорфера, які з 2004 року відповідали за організацію літературного фестивалю «O-Töne» в Музейному кварталі, та Петера Мелічара.
Восени 2006 року міська влада Відня організувала виставкове свято «Об'єднані ведмедики Бадді» (United Buddy Bears) навколо фонтану на площі Карла — міжнародна мистецька виставка, яка була представлена перед мільйонною публікою на п'яти континентах. Захід відбувається і в наступні роки.
Влітку 2008 року, одночасно з Чемпіонатом Європи з футболу 2008 року в Австрії та Швейцарії, karlsplatz.org організував мистецьку зону на «озерній сцені» у ставку перед собором святого Карла у Відні. Під час багатоденного фестивалю відбулося кілька концертів австрійських музикантів і співаків, авторів пісень, експериментальної поп-музики та сучасної сцени віденської пісні. З 2010 року концерти також відбуваються в залах прилеглих до площі установ.
Після переміщення кінотеатру просто неба «Кіно під зірками» з парку Авгартен на площу Карла у 2009 році, тут 28 червня 2019 року зародився кінофестиваль «Калейдоскоп», організований CineCollective.